# Olszowiec (gmina Iłów)
Olszowiec – wieś w Polsce położona w województwie mazowieckim, w powiecie sochaczewskim, w gminie Iłów.
Sołectwo Miękinki-Olszowiec tworzą wsie Miękinki i Olszowiec.
W latach 1975–1998 miejscowość administracyjnie należała do województwa płockiego.